# Polsko na Zimních olympijských hrách 1972
Polsko na Zimních olympijských hrách 1972 reprezentovalo 27 sportovců (22 mužů a 5 žen) ve 9 sportech.

## Medailisté
| Medaile | Jméno            | Sport           | Disciplína |
| ------- | ---------------- | --------------- | ---------- |
| Zlato   | Wojciech Fortuna | Skoky na lyžích | muži K 90  |